# Passy-Grigny
Passy-Grigny ist eine französische Gemeinde mit 373 Einwohnern (Stand: 1. Januar 2022) im Département Marne in der Region Grand Est (vor 2016 Champagne-Ardenne). Sie gehört zum Arrondissement Épernay und zum Kanton Dormans-Paysages de Champagne.

## Geographie
Passy-Grigny liegt etwa 33 Kilometer westsüdwestlich von Reims. Das Gemeindegebiet wird vom Flüsschen Semoigne und seinen Zuflüssen durchquert, die alle zur Marne entwässern.
Nachbargemeinden von Passy-Grigny sind Sainte-Gemme im Norden, Villers-Agron-Aiguizy im Nordosten, Anthenay im Osten und Nordosten, Vandières im Osten und Südosten, Verneuil im Süden sowie Champvoisy im Westen.

## Bevölkerungsentwicklung
| Jahr                       | 1962 | 1968 | 1975 | 1982 | 1990 | 1999 | 2006 | 2018 |
| Einwohner                  | 418  | 421  | 410  | 409  | 383  | 375  | 388  | 381  |
| Quellen: Cassini und INSEE |      |      |      |      |      |      |      |      |

## Sehenswürdigkeiten
- Kirche Saint-Pierre-et-Saint-Paul aus dem 12. Jahrhundert, Monument historique seit 1922
- Alter Turm der Burg Grigny
- Reste der Tempelritterkommende von Passy-Grigny aus dem 12. Jahrhundert

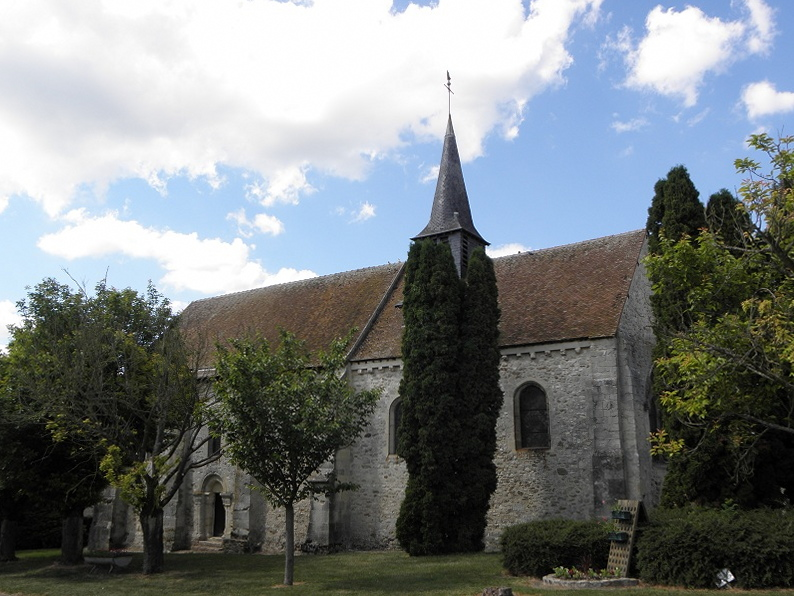
Kirche Saint-Pierre-et-Saint-Paul